# Distrito de Yanahuaya
El Distrito de Yanahuaya es uno de los 10 distritos de la Provincia de Sandia en el Departamento de Puno, Perú.
Desde el punto de vista jerárquico de la Iglesia católica forma parte de la Prelatura de Huancané.

## Demografía
La población estimada en el año 2000 es de 2 842 habitantes.

## Autoridades

### Municipales
- 2023 - 2026[3]
  - Alcalde: Prf. Mauro Laura Sullca, de RH+.
  - Regidores:

  1. Abad Gomez Mamani (RH+)
  2. Placida Mayta Cuno (RH+)
  3. Paolo Mendez Valdivia (RH+)
  4. Mirna Sala Sullca (RH+)
  5. Gregorio Chuquimamani Chuquimaco (chullito)